# Adam's Apples
Cet article concerne le film d'Anders Thomas Jensen. Pour l'album de Wayne Shorter, voir Adam's Apple.
Pour plus de détails, voir Fiche technique et Distribution.
Adam's Apples (Adams Æbler) est un film germano-danois réalisé par Anders Thomas Jensen, sorti en 2005 au Danemark et l'année suivante en France.

## Synopsis
À sa sortie de prison, Adam, adepte du néo-nazisme, doit passer quelques mois en compagnie du pasteur Ivan pour se réinsérer socialement. Vivent aussi auprès du pasteur d'anciens repris de justice : Khalid un braqueur arabe et l'alcoolique Gunnar. Le pasteur est persuadé de la bonté intrinsèque de l'homme et reste aveugle aux malversations de ses trois protégés. Mais cet aveuglement n'est pas que le résultat de sa croyance en Dieu, il est avant tout la conséquence de troubles psychologiques dont il souffre après avoir traversé de graves traumatismes tout au long de sa vie...

## Fiche technique
- Titre : Adam's Apples
- Titre original : Adams Æbler
- Réalisation : Anders Thomas Jensen
- Scénario : Anders Thomas Jensen
- Producteurs : Mie Andreasen et Tivi Magnusson
- Producteur exécutif : Kim Magnusson
- Musique : Jeppe Kaas
- Images : Sebastian Blenkov
- Montage : Anders Villadsen
- Réalisateur 2e équipe : Peter Hjorth
- 1er assistant réalisateur : Peter Baekkel
- Scripte : Rikke Deepthi
- Son : Nino Jacobsen et Morten Degnbol
- Décors : Mia Stensgaard
- Effets spéciaux : Hummer Hoimark
- Maquillage : Louise Hauberg Nielsen et Thomas Foldberg
- Production : M&M Productions
- Coproduction : August Film & TV et Danmarks Radio
- Pays d'origine :  Danemark /  Allemagne
- Format : Couleurs - 2,35:1 - Dolby SRD - 35 mm
- Genre : Comédie noire
- Durée : 90 minutes
- Distribution française : EuropaCorp Distribution
- Dates de sortie : 
  - Danemark : 15 avril 2005
  - France 12 juillet 2006 et 9 mai 2007 (DVD)

## Distribution
- Mads Mikkelsen : Ivan
- Ulrich Thomsen : Adam
- Ali Kazim : Khalid
- Nicolas Bro : Gunnar
- Paprika Steen : Sarah
- Tomas Villum Jensen : Nyankommen #1
- Nikolaj Lie Kaas : Holger
- Gyrd Løfqvist : Poul
- Lars Ranthe : Esben
- Peter Reichhardt : Nyankommen #2
- Ole Thestrup : Dr. Kolberg

## Autour du film
- La chanson How Deep Is Your Love est interprétée par Take That.
- Adam's apples représenta le Danemark pour l'Oscar du meilleur film en langue étrangère en 2006.

## Distinctions
- 2006 : Grand Prix (Corbeau d'or) et Prix du Public au Festival international du film fantastique de Bruxelles.
- 2006 : Prix TSR du public et Prix de la Jeunesse Denis-de-Rougemont  au Festival international du film fantastique de Neuchâtel
- Robert du meilleur film danois